# Aleksandre Kalandadze
Aleksandre Kalandadze (en géorgien : ალექსანდრე კალანდაძე), né le 9 mai 2001 à Tbilissi en Géorgie, est un footballeur international géorgien. Il évolue au poste de défenseur central.

## Biographie

### En club
Né à Tbilissi en Géorgie, Aleksandre Kalandadze est formé par l'un des clubs de la capitale du pays, le Dinamo Tbilissi. Il commence sa carrière en Hongrie, au Diósgyőri VTK, où il est prêté en 2020. De retour au Dinamo, il joue son premier match pour le club le 20 septembre 2021, lors d'une rencontre de championnat face au FC Shukura Kobouleti. Il entre en jeu à la place de Giorgi Papava (en) et son équipe l'emporte par quatre buts à zéro. 
Il est sacré champion de Géorgie en 2022,

### En sélection
Aleksandre Kalandadze représente l'équipe de Géorgie des moins de 17 ans pour un total de sept matchs joués, tous en 2018. Il fait sa première apparition le 25 janvier face à l'Ukraine. Il est titularisé et son équipe s'incline par trois buts à un.
Aleksandre Kalandadze joue son premier match avec l'équipe de Géorgie espoirs le 29 mars 2021 face à la Biélorussie. Il est titularisé et son équipe l'emporte par quatre buts à un.
En septembre 2023, Aleksandre Kalandadze est convoqué pour la première fois avec l'équipe nationale de Géorgie par le sélectionneur Willy Sagnol

## Palmarès
Dinamo Tbilissi
- Champion de Géorgie (1) :
  - Champion : 2022.